# Салаш у Малом Риту (филм)
Салаш у малом риту је југословенски филм из 1976. године. Режирао га је Бранко Бауер, а сценарио су написали Арсен Диклић, Бранко Бауер и Борислав Гвојић.
Филм је настао по истоименом роману Арсена Диклића. Наставак овог филма представља филм Зимовање у Јакобсфелду, који је снимљен годину дана раније. Уједно са ова два филма снимана је и ТВ серија Салаш у малом риту, која има 13 епизода.
Филм и тв серија снимани су у селу Омољици, код Панчева.
Филм је 1976. године учествовао на Фестивалу југословенског филма у Пули, на којем је освојио неколико награда:
- Сребрна арена за сценарио - Арсен Диклић и Бранко Бауер[2][5]
- Сребрна арена за главну мушку улогу - Миодраг Радовановић[2][5]
- Бронзана арена за режију - Бранко Бауер[2][5]
- Златна арена за најбољу женску епизодну улогу[2][5]
- Диплома жирија Славку Штимцу[2]

Филм је учествовао Филмским сусретима 1976. године где је додељена Велика повеља жирија Миодрагу Радовановићу.

## Радња
Радња филма се одвија у једном забаченом селу на почетку Другог светског рата. Немци спроводе групу талаца и успут малтретирају једног дечака, који из освете касније запали немачко жито у пристаништу. Пошто знају да жито није плануло само, Немци спроводе истрагу, коју предводи фолксдојчер Шицер. Да би открио ко је запалио жито он почиње са терором - узима све мушкарце из за таоце и почиње да стреља. Група дечака, знајући да нико није повезан с паљењем жита покушава да спречи трагедију.

## Улоге
| Глумац                     | Улога                                  |
| -------------------------- | -------------------------------------- |
| Славко Штимац              | Милан Маљевић                          |
| Миодраг Радовановић        | Шицер                                  |
| Павле Вуисић               | крчмар Паја Станко                     |
| Рената Улмански            | Радојка, Миланова мајка                |
| Мирољуб Лешо               | Петар Маљевић                          |
| Мића Томић                 | Брица                                  |
| Иван Јагодић               | Артиљерац, Васин отац                  |
| Љубомир Живановић          | Васа                                   |
| Милан Курузовић            | Бранко                                 |
| Слободан Велимировић       | Риђи                                   |
| Војин Кајганић             | Сеп                                    |
| Драгољуб Гула Милосављевић | Веља                                   |
| Столе Аранђеловић          | Скелеџија                              |
| Божидар Павићевић Лонга    | Шуца                                   |
| Данило Чолић               | Бошко Сегединац, партизански командант |
| Гизела Вуковић             | Лина, Миланова тетка                   |
| Данило Бата Стојковић      | Дамјан                                 |
| Душан Почек                | Сељак                                  |
| Љубомир Ћипранић           | Сељак са плугом                        |
| Драган Мирковић            | Циле                                   |
| Војислав Мићовић           | Добошар                                |
| Миомир Петровић            | Студент Саша                           |
| Жарко Бајић                | Шицeров помоћник                       |
| Златибор Стоимиров         | Немачки војник                         |
| Столе Новаковић            | Немачки војник                         |
| Мирослав Тошић             | Курт                                   |
| Драгољуб Петровић          | Јозeф Мозeр                            |
| Деса Берић                 | Мaрa                                   |
| Богдaн Јaкуш               | Лазар                                  |
| Петар Перишић              |                                        |
| Драгица Лукић              |                                        |

## Културно добро
Југословенска кинотека је, у складу са својим овлашћењима на основу Закона о културним добрима, 28. децембра 2016. године прогласила сто српских играних филмова (1911—1999) за културно добро од великог значаја. На тој листи се налази и филм Салаш у Малом Риту.